# Баламут Світлана Юхимівна
Світла́на Юхи́мівна Баламу́т (Осохо́вська) (* 21 липня 1971, Тростянець (Гайсинський район), Вінницька область) — українська письменниця. Член Національної спілки письменників України з 2025 року.

## Біографія
Народилася 21 липня 1971 року в селищі Тростянець Тростянецького (тепер Гайсинського району) Вінницької області. Закінчила Тульчинське училище культури (1989). Нині працює директором Центру культури та дозвілля Тростянецької селищної ради.

## Літературна діяльність
Поетеса, прозаїк.

Авторка різножанрових книг: «Таких, як ти, чекають все життя» (поезія, 2021), «Тростянець крізь призму часу» (історико-краєзнавчий нарис, 2022) «Інша» (поезія, 2022), «Нічна сповідь» (повість, 2023), «Волонтери» (публіцистичний нарис, 2024), «Коли Бог мовчить» (поезія, 2025). Записала аудіокнигу на відеохостингу YouTube.

Має публікації в періодиці, зокрема, журналах «Барви» і «Вінницький край», альманахах і колективних збірниках «Стожари» (2005), «Дух землі», «Антологія сучасної української літератури», «Антологія сучасної новелістики та лірики», «Скіфія 2016-весна» та «Скіфія 2016-літо», «Україна в огні» (2016), «Зимова вишня» (2016), «Підкова для носорога» (2016), «Болить душа в краплині слова» (2018), «І музика, і слово, і сльоза» (2018), «У горнилі часу» (2020), «Буг то є Бог» (2022), «На олтар Перемоги» (2024), книзі П. М. Скорука «Вінниця: витоки і витки дотепер» та ін. Друкується в регіональній пресі. Окремі вірші покладені на музику і стали піснями.

Організаторка фестивалів «Сто слів» (2016), «Садок вишневий коло хати» (2018). Від 2025 року виступає кураторкою всеукраїнської літературної премії ім. А. Бортняка.

13 лютого 2025 р. рішенням секретаріату Національної спілки письменників України поповнила її лави.

## Відзнаки
- Літературно-мистецька премія «Кришталева вишня» (2022);[7]
- Премія імені Віктора Тимчука (2023) за книгу «Тростянець крізь призму часу».[8]